# 福島都市圏
福島都市圏（ふくしまとしけん）とは、福島県福島市を中心とする都市圏のこと。

## 定義
一般的な都市圏の定義については都市圏を参照のこと。

### 「10%都市圏」（通勤圏）
福島市を中心市とする都市雇用圏（10%通勤圏）の人口は約46万人（2010年国勢調査基準）。

#### 都市雇用圏（10% 通勤圏）の変遷
- 福島都市圏の 10 % 通勤圏に入っていない自治体は、各統計年の欄で灰色かつ「-」で示す。

| 自治体 ('80) | 1980年                  | 1990年                  | 1995年                  | 2000年                  | 2005年                 | 2010年                 | 2015年 | 自治体 （現在） |
| ------------ | ----------------------- | ----------------------- | ----------------------- | ----------------------- | ---------------------- | ---------------------- | ------ | --------------- |
| 梁川町       | -                       | 福島 都市圏 40万4636人  | 福島 都市圏 41万0964人  | 福島 都市圏 41万2353人  | 福島 都市圏 47万0961人 | 福島 都市圏 45万6996人 |        | 伊達市          |
| 月舘町       | -                       | 福島 都市圏 40万4636人  | 福島 都市圏 41万0964人  | 福島 都市圏 41万2353人  | 福島 都市圏 47万0961人 | 福島 都市圏 45万6996人 |        | 伊達市          |
| 伊達町       | 福島 都市圏 34万3063人  | 福島 都市圏 40万4636人  | 福島 都市圏 41万0964人  | 福島 都市圏 41万2353人  | 福島 都市圏 47万0961人 | 福島 都市圏 45万6996人 |        | 伊達市          |
| 保原町       | 福島 都市圏 34万3063人  | 福島 都市圏 40万4636人  | 福島 都市圏 41万0964人  | 福島 都市圏 41万2353人  | 福島 都市圏 47万0961人 | 福島 都市圏 45万6996人 |        | 伊達市          |
| 霊山町       | 福島 都市圏 34万3063人  | 福島 都市圏 40万4636人  | 福島 都市圏 41万0964人  | 福島 都市圏 41万2353人  | 福島 都市圏 47万0961人 | 福島 都市圏 45万6996人 |        | 伊達市          |
| 福島市       | 福島 都市圏 34万3063人  | 福島 都市圏 40万4636人  | 福島 都市圏 41万0964人  | 福島 都市圏 41万2353人  | 福島 都市圏 47万0961人 | 福島 都市圏 45万6996人 |        | 福島市          |
| 飯野町       | 福島 都市圏 34万3063人  | 福島 都市圏 40万4636人  | 福島 都市圏 41万0964人  | 福島 都市圏 41万2353人  | 福島 都市圏 47万0961人 | 福島 都市圏 45万6996人 |        | 福島市          |
| 桑折町       | 福島 都市圏 34万3063人  | 福島 都市圏 40万4636人  | 福島 都市圏 41万0964人  | 福島 都市圏 41万2353人  | 福島 都市圏 47万0961人 | 福島 都市圏 45万6996人 |        | 桑折町          |
| 国見町       | 福島 都市圏 34万3063人  | 福島 都市圏 40万4636人  | 福島 都市圏 41万0964人  | 福島 都市圏 41万2353人  | 福島 都市圏 47万0961人 | 福島 都市圏 45万6996人 |        | 国見町          |
| 川俣町       | -                       | 福島 都市圏 40万4636人  | 福島 都市圏 41万0964人  | 福島 都市圏 41万2353人  | 福島 都市圏 47万0961人 | 福島 都市圏 45万6996人 |        | 川俣町          |
| 二本松市     | 二本松 都市圏 6万6709人 | 二本松 都市圏 6万6988人 | 二本松 都市圏 6万7269人 | 二本松 都市圏 6万6077人 | 福島 都市圏 47万0961人 | 福島 都市圏 45万6996人 |        | 二本松市        |
| 安達町       | 二本松 都市圏 6万6709人 | 二本松 都市圏 6万6988人 | 二本松 都市圏 6万7269人 | 二本松 都市圏 6万6077人 | 福島 都市圏 47万0961人 | 福島 都市圏 45万6996人 |        | 二本松市        |
| 岩代町       | 二本松 都市圏 6万6709人 | 二本松 都市圏 6万6988人 | 二本松 都市圏 6万7269人 | 二本松 都市圏 6万6077人 | 福島 都市圏 47万0961人 | 福島 都市圏 45万6996人 |        | 二本松市        |
| 東和町       | 二本松 都市圏 6万6709人 | 二本松 都市圏 6万6988人 | 二本松 都市圏 6万7269人 | 二本松 都市圏 6万6077人 | 福島 都市圏 47万0961人 | 福島 都市圏 45万6996人 |        | 二本松市        |

- 2005年12月1日 - 二本松市（旧）、安達郡安達町、岩代町、東和町が新設合併して二本松市（新）となった。
- 2006年1月1日 - 伊達郡伊達町、梁川町、保原町、霊山町、月舘町が新設合併して伊達市となった。
- 2008年7月1日 - 伊達郡飯野町が福島市に編入合併。